# الحویری
ال هویری یک منطقهٔ مسکونی در یمن است که در استان صنعا واقع شده‌است.